# 大角星广场

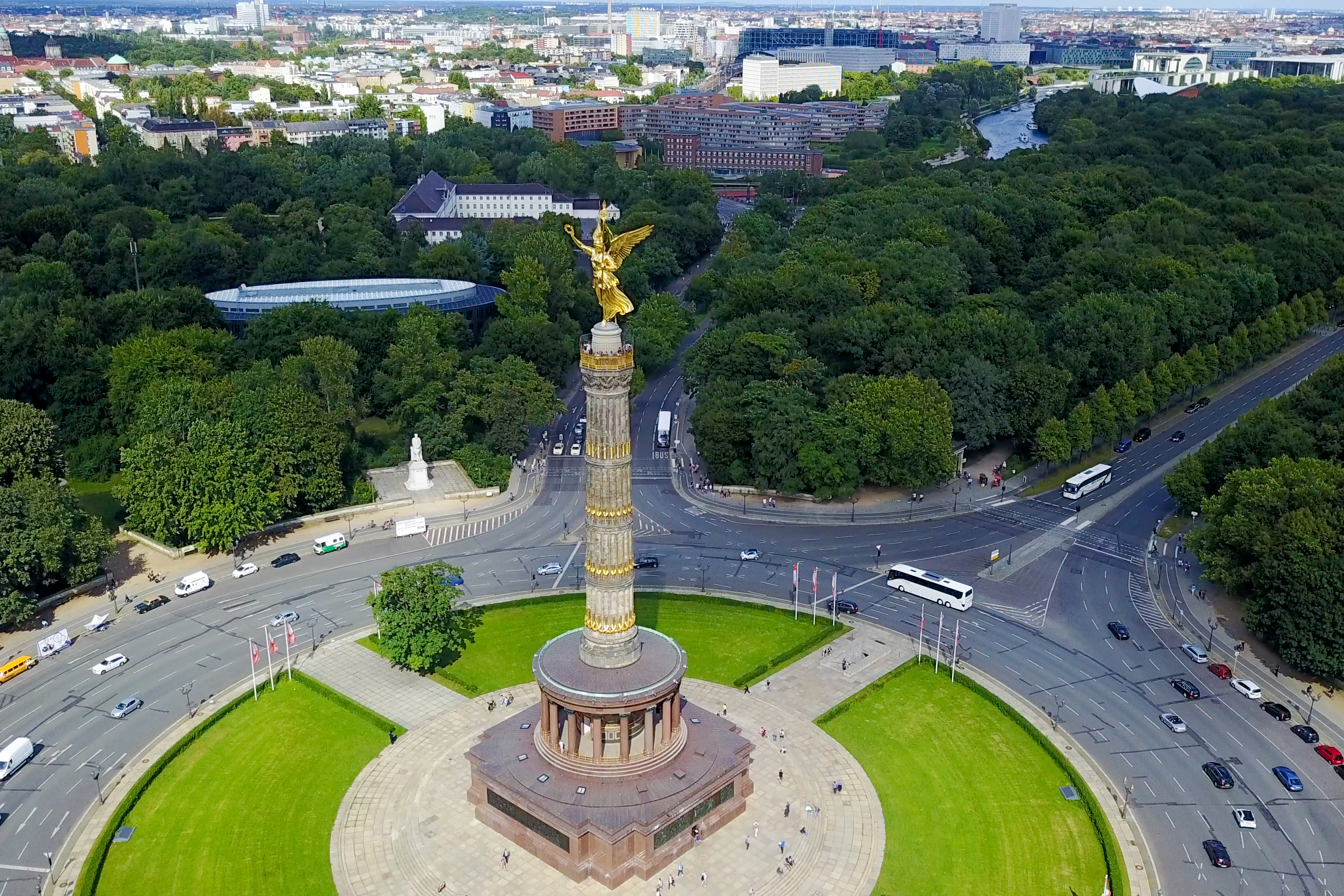
大角星广场

大角星广场（Große Stern）是德国柏林的一个广场，位于市中心大蒂尔加滕公园（Tiergarten）的中心。六月十七日大街（Straße des 17. Juni）、阿尔托纳大街（Altonaer Straße）、施普雷街（Spreeweg）、Hofjägerallee几条道路交汇于此。胜利纪念柱（Siegessäule）位于大角星广场的中心。

## 历史
广场由普鲁士王国国王腓特烈一世开辟于1698年。

大角星广场的纪念碑
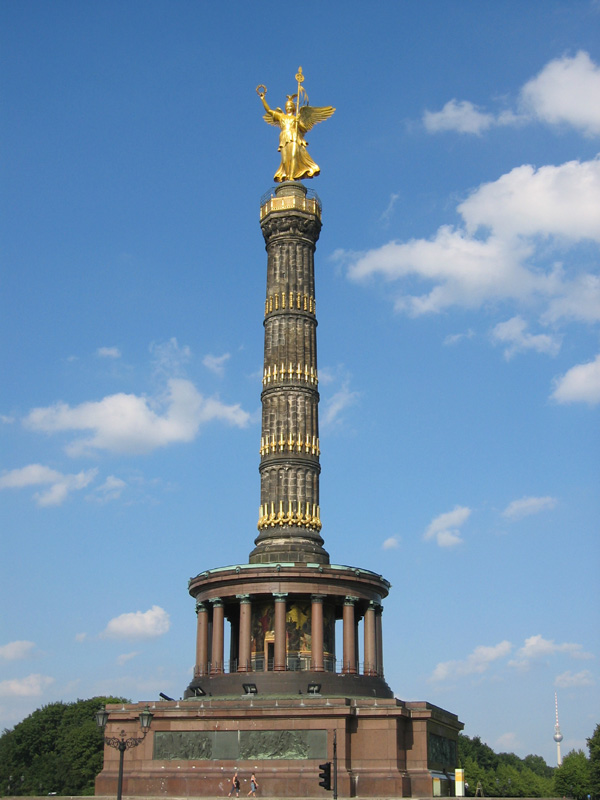
胜利纪念柱
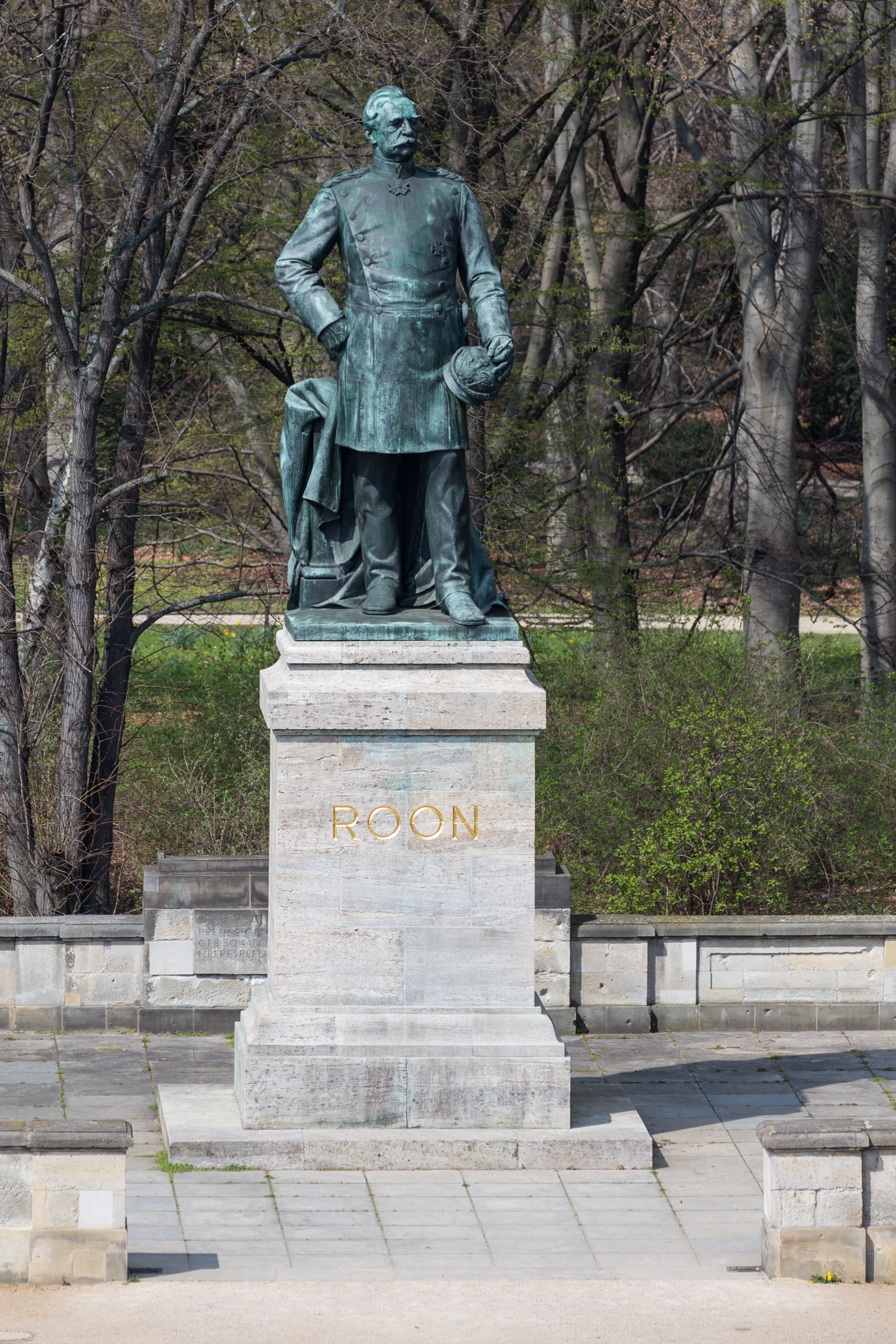
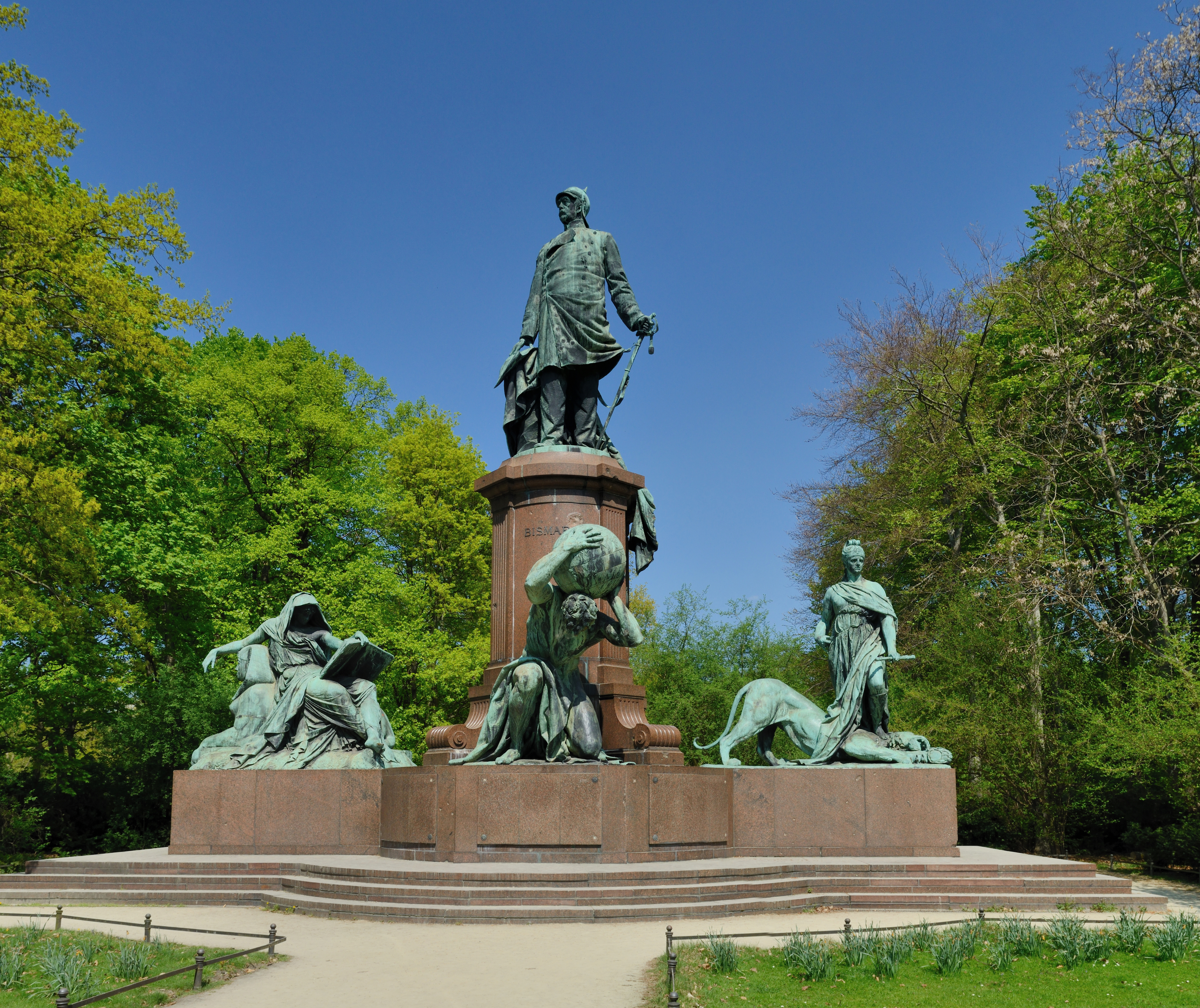
俾斯麦纪念碑
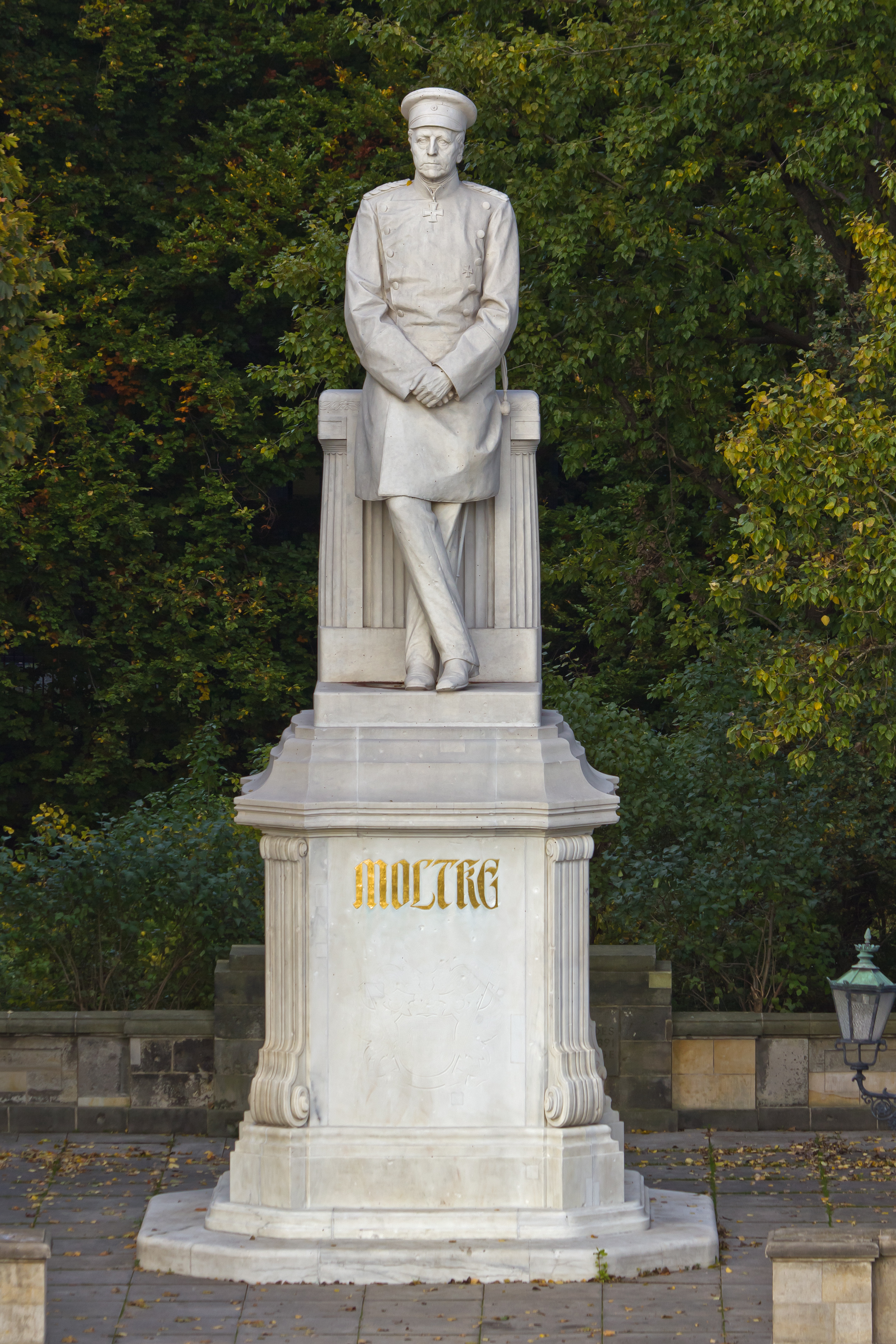

52°30′52″N 13°21′00″E / 52.51444°N 13.35000°E